# 卡尔·马丁·努尔贝里
卡尔·马丁·努尔贝里（瑞典語：Carl Martin Norberg，1886年3月21日—1970年7月25日），瑞典前男子竞技体操运动员。他曾获得1908年夏季奥运会体操比赛男子团体全能金牌。他于1970年在韦斯特罗斯去世。